# Выдра (приток Сожа)
Выдра — река, левый приток реки Сож. Длина — 12 километров. Площадь водосбора — 62 км². Начинается в лесу между деревнями Шатиловка и Шимоновка Хиславичского района Смоленской области. Протекает на юго-запад через деревни Черепово, в которой имеется пруд, Муравьёво Первое и Суборовка.
В реку впадает несколько безымянных ручьёв. На некоторых картах ручей, впадающий справа и протекающий через деревню Никулино называется Лакач.
На старых картах носит название Выдраж.

## Фотографии
- Мост через реку
- Река Выдра в деревне Муравьёво-1